# Cori

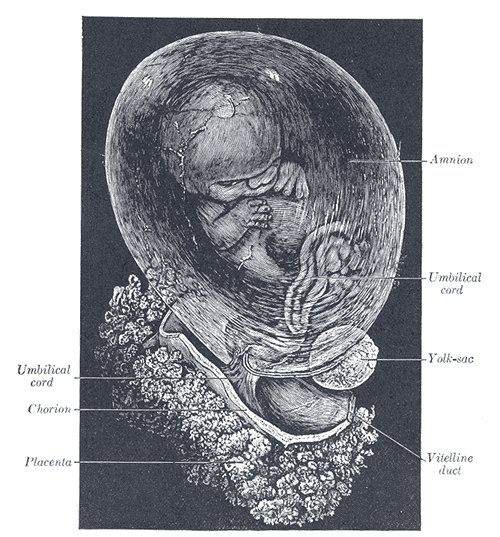
Fetus humà dins de l'amni.

El cori (anomenat capa laberíntica en gossos i ratolins) és una de les membranes que existeix durant la gestació entre el fetus en desenvolupament i la seva mare. Es desenvolupa a partir del sincitiotrofoblast i envolta l'embrió i altres membranes. Les vellositats coriòniques emergeixen del cori, envaeixen l'endometri, i permeten el pas dels nutrients de la sang materna a la sang del fetus.
L'estudi de mostres de d'aquestes vellositats del cori permet el diagnòstic precoç d'anomalies genètiques fetals amb una alta fiabilitat. El procediment d'extracció, anomenat coriocentèsi o biòpsia corial, està indicat en determinades situacions i es pot fer per via transcervical o transabdominal. Com que és un mètode invasiu, cal tenir en compte els possibles riscs i ha d'efectuar-se amb precaució.

## Capes del cori
El cori està estructurat histològicament en 3 capes:
∗ Capa reticular: Limitant amb la capa esponjosa de l'amni i formada per cèl·lules fusiformes, col·lagen tipus I, III, IV, V, VI i proteoglicans.
∗ Capa basal: Formada per fibres de col·lagen tipus IV, laminina i fibronectina.
∗ Capa trofoblàstica: Formada per cèl·lules rodones i poligonals, que varien la seva distància intercel·lular en funció de la proximitat amb el decidu.

## Patologies del cori

### Corioamnionitis
És una Infecció/inflamació del cori i de l'amni que afecta el líquid amniòtic i posa en perill la gestació.

### Vil·lositis
Infiltració de leucòcits polimorfonuclears (granulòcits) i mononuclears (agranulòcits) en l'estroma de les vellositats coriòniques. Acostuma a ser crònica. Més que una patologia corial per se és un signe d'un procés de major amplitud. Apareix sovint en les infeccions transplacentàries víriques, bacterianes, fúngiques o parasitàries. La infecció materna per citomegalovirus -sovint difícil de detectar- pot ocasionar vil·lositis, preeclàmpsia d'inici precoç i un part preterme, a banda de tenir un efecte citopàtic directe sobre el fetus. S'ha observat una associació amb valor predictiu entre la vil·lositis crònica materna i el desenvolupament d'enterocolitis necrotitzant i/o alteracions neurocognitives en nens de menys de 2 anys. Quan l'origen dels canvis inflamatoris en les vellositats és desconegut, pot tractar-se d'un fenomen immunològic de refús antifetal. En aquests casos -sense evidència de microorganismes causals, anomenats en anglès Villitis of Unknown Etiology- destaca la presència de limfòcits T i macròfags placentaris (cèl·lules de Hofbauer) a les vellositats. A vegades, dita forma de vil·lositis cursa amb vasculitis i/o trombosi dels vasos corials, les quals són complicacions serioses de l'embaràs. En casos determinats de vil·lositis crònica d'origen desconegut recurrent, causant de greus problemes gestacionals, un tractament preventiu amb corticoides i aspirina ha donat bons resultats.

### Intervil·lositis crònica histiocitària
No té una etiologia clara. És una alteració trofoblàstica caracteritzada per un infiltrat inflamatori crònic, amb monòcits, histiòcits (un tipus de macròfag circulant), edema i fibrosi a/de l'espai intervil·lós, sense destrucció tissular. Es considera una entitat anatomopatològica diferent a la vil·lositis d'origen desconegut, fortament associada amb l'avortament recurrent, però ha estat descrita la coincidència dels dos trastorns en un elevat nombre de casos. La malaltia fou identificada l'any 1987 per primera vegada, el seu diagnòstic només és postnatal i comporta també un retard del creixement fetal. Des del punt de vista histopatològic, cal esmentar que les cèl·lules inflamatòries que es veuen en aquest trastorn són positives al marcador immunohistoquímic CD68. La intervil·lositis crònica es veu en dones amb malària placentària, principalment provocada per Plasmodium falciparum. Ara bé, en dits casos els histiòcits contenen material pigmentat i habitualment també existeixen lesions a les vellositats. Per això, i ja que té diverses característiques pròpies com ara una etiologia coneguda i unes possibilitats de recurrència pràcticament nul·les, s'ha proposat que la intervil·lositis vinculada amb la infecció palúdica es consideri una alteració particular des d'un punt de vista clínic.

### Mola hidatiforme
És una degeneració quística edematosa de les vellositats coriòniques, que afecta la placenta i a la resta del complex de l'òvul. Aproximadament, la seva incidència és de 1/1000 embarassos, sobre tot entre multípares o primípares d'edat avançada. Pot ser no invasora o ser perforant (antigament anomenada corioadenoma destruens o variant invasora de la malaltia trofoblàstica gestacional). Si aquest és el cas, ecogràficament s'aprecia una massa ecogènica vascularitzada que infiltra el miometri. A la RM pelviana sovint es veuen zones destruïdes a la cara interna miometral. Les moles invasores poden produir perforacions uterines, formar metàstasis a distancia o progressar cap a un coriocarcinoma. El procés etiològic de les moles és poc conegut, si bé es creu que pot existir un component genètic, divers segons sigui el tipus de mola. La forma complerta és una patologia placentària d'origen androgenètic diploide (derivada dels cromosomes paterns), caracteritzada per degeneració hidròpica i hiperproliferació anormal de les vellositats associada a l'absència d'embrió. La forma incomplerta presenta un cert nombre de vellositats normals. L'augment de l'hormona hCG circulant ocasionat pel teixit trofoblàstic anormal de la mola hidatiforme (o d'un coriocarcinoma) pot comportar alteracions tiroidals, com l'hipertiroïdisme, que -de vegades- es presenten en forma de tirotoxicosi. En els casos de mola hidatiforme recurrent (MHR), es diferencien dos grups de pacients, un amb MHR d'origen androgenètic i un altre amb MHR amb complement diploide i origen biparental. El segon grup té un diagnòstic reproductiu dolent i la causa del seu trastorn ha estat relacionada amb mutacions en els gens NLRP7 y KHCD3L.

### Mola de Breus
Descrita per primera vegada per l'obstetra austríac Karl Breus l'any 1892. És un trombohematoma subcoriònic massiu de més d'1 cm de gruix i que ocupa, almenys, el 50% de la superfície fetal formant una massa fibrinosa. Acostuma a comportar una morbimortalitat fetal i perinatal alta (avortament, oligohidramni, retard del creixement intrauterí, mort intrauterina, despreniment prematur de placenta, part preterme). Es pot presentar acompanyant un hematoma preplacentari derivat d'un sagnat dels vasos fetals de la superfície de la placenta. S'ha descrit algunes vegades en dones sotmeses a tractament trombolític preventiu amb heparines de baix pes molecular. Normalment, es manifesta per metrorràgies abundants i els estudis ecocardiogràfics permeten fer el diagnòstic diferencial amb altres patologies corials. Durant el primer trimestre de gestació aquest tipus de mola no sempre es veu com una zona anecogènica "en mitja lluna" que envolta el sac embrionari. Es pot mostrar com una regió ecogènica poc diferenciada, un fet que complica molt el diagnòstic. L'eco-doppler té especial utilitat a l'hora de valorar el grau d'afectació del sistema circulatori fetal. En les mares la complicació més freqüent és l'anèmia, encara que en alguns casos s'ha observat hipertensió pulmonar greu o tromboembòlia pulmonar.

### Coriocarcinoma
També anomenat epitelioma maligne del cori, corioepitelioma o tumor trofoblàstic. Pot ser gestacional, postgestacional o no gestacional. La meitat, aproximadament, dels coriocarcinomes gestacionals tenen el seu origen en una mola hidatiforme. És un tipus de càncer molt agressiu i altament metàstasic. Té tendència a metastatitzar el cervell, els pulmons, els ronyons i el fetge. Les manifestacions metastàtiques poden sorgir temps després d'iniciada la neoplàsia primària. Les cèl·lules trofoblàstiques tenen una notable afinitat pels vasos sanguinis i per això aquests tumors metastatitzen principalment per la via hematògena. Al pulmó, moltes vegades, les metàstasis del coriocarcinoma presenten un aspecte particular (rodones, denses, múltiples i radioopaques), anomenat "en bala de canó". Excepcionalment, les metàstasis d'un coriocarcinoma gestacional poden afectar la mare i també al nounat. És un càncer sensible a diferents agents quimioteràpics o a combinacions de d'aquests compostos. Gairebé sempre apareix després d'un embaràs (en un 50% per malignització d'una mola hidatiforme), excepte les poques vegades en les que s'inicia en un teratoma. A diferència de la mola, la proliferació cel·lular és del tot desordenada i les vellositats corials perden la seva estructura característica. S'observen grans aberracions nuclears, amb patrons histològics variats, i el creixement de la massa tumoral pot penetrar el miometri fins a perforar l'úter. Rarament, aquest càncer es presenta sense estar relacionat amb la gestació, derivat d'un tumor ovàric primari amb diferenciació trofoblàstica. Aquesta forma s'ha de tractar quirúrgicament i amb una combinació particular de quimioteràpics (bleomicina, etopòsid i platí). De vegades, és difícil determinar el seu origen, ja que pot sorgir d'altres tumors d'estirp epitelial. En ser un tumor de cèl·lules germinals pot aparèixer als testicles (en la seva forma pura representa només un 0,19% de tots els tumors testiculars). Deriva en aquests casos de la línia trofoblàstica de les neoplàsies in situ de les cèl·lules germinals. Són tumors que metastatitzen amb facilitat i precoçment i -a l'igual que la resta de coriocarcinomes- sovint a pulmons, fetge o cervell. El 50% dels pacients presenten metàstasis en el moment del diagnòstic de coriocarcinoma testicular i molts d'ells les tenen en òrgans diferents. Rares vegades es localitzen en el tracte gastrointestinal, sent l'estómac l'estructura afectada preferentment.

### Coriangiosi
Es tracta d'una alteració infreqüent, causada per un patró anòmal de creixement de les vellositats coriòniques que implica un gran augment del nombre de capil·lars a dites vellositats. El principal criteri histopatològic per diagnosticar-la és la presència de més de 10 capil·lars a -com a mínim- 10 vellositats terminals en -com a mínim- 3 camps microscòpics de baix augment de la placenta (~40X). Normalment es veu a placentes de gestacions a termini. La seva etiologia és desconeguda, tot i que es creu que una hipoperfusió crònica placentària és un dels mecanismes causals. Aquesta patologia s'ha descrit en dones que viuen en zones de gran altitud, anèmiques, fumadores, amb gestació múltiple, diabètiques o que pateixen infeccions urinàries recurrents. Alguns autors consideren la coriangiosi una reacció adaptativa conseqüent a fenòmens hipòxics i no una genuïna lesió de la placenta, ja que ha estat observada repetidament la seva presència en gestacions no complicades. En qualsevol cas, valorant-la com un marcador d'hipòxia crònica uterina, s'ha associat amb un elevat índex de cesàries en casos en els que coincideixen diversos factors de risc.

### Corioangioma
És un tumor vascular benigne del teixit corial placentari, descrit per primera vegada l'any 1798 pel metge anglès Clarke. No és un tumor trofoblàstic i es creu que deriva del mesènquima coriònic primitiu. S'observa en un ~1% de tots els embarassos i és el tipus histològic de tumor placentari més freqüent. Si la seva mida és inferior a 4 cm, no comporta complicacions perinatals. Quan sobrepassa els 4-5 cm (fet poc freqüent, que es presenta cada 1/16000-1/50000 gestacions), s'anomena corioangioma gegant i pot ocasionar greus alteracions de l'hemodinàmica fetal i insuficiència placentària. És una de les causes de polihidramnios i d'hidropesia fetal. Eventualment, poden provocar la mort fetal i greus complicacions hemorràgiques maternes. Les tècniques poc invasives d'ablació i embolització s'utilitzen en cirurgia prenatal per tractar els grans corioangiomes, tot i que alguns d'ells tenen un curs erràtic i evolucionen sense produir complicacions fetals. Alguns dels més grans evolucionen cap a una necrosi progressiva que fa necessària la pràctica d'una cesària. En determinats casos, diagnosticats durant el segon trimestre de gestació, pot ser convenient una lligadura dels vasos que irriguen el tumor. Un petit nombre de corioangiomes es poden considerar atípics, ja que presenten canvis d'hipercel·lularitat i una inusual abundància de mitosis fàcil de confondre amb un procés cancerós. Emperò, són benignes i no requereixen tractaments especials.

### Pseudoquistosi coriònica
Es caracteritza per la presència de formacions quístiques llacunars sense epiteli parietal. Acostuma a presentar-se en mares diabètiques o amb preeclàmpsia i pot ser un signe d'hipòxia uterina. La mida dels quists és molt petita, sovint microscòpica, i requereix mètodes especials per diagnosticar de forma poc invasiva el trastorn durant la gestació, com ara la tomografia de coherència òptica 3D.

### Quist subcoriònic
Generalment, es considera un tipus de quist placentari superficial. Poden ser múltiples i s'observen en un ~5-7% de placentes a termini. Alguns d'ells tenen ≥ 10 cm de diàmetre i presenten un hematoma intraquístic. De vegades, comprimeixen els vasos de la membrana corioamniòtica i compliquen el curs de la gestació. Poden causar un retard del creixement fetal. Aquesta patologia implica un seguiment ultrasonogràfic acurat abans de valorar una possible intervenció.